# Paucivena hispaniolae
Paucivena hispaniolae är en fjärilsart som beskrevs av Davis 1975. Paucivena hispaniolae ingår i släktet Paucivena och familjen säckspinnare. Inga underarter finns listade i Catalogue of Life.